# Wampenita
La wampenita és un mineral de la classe dels compostos orgànics.

## Característiques
La wampenita és un hidrocarbur de fórmula química C18H16. Va ser aprovada com a espècie vàlida per l'Associació Mineralògica Internacional l'any 2015. Cristal·litza en el sistema monoclínic. La seva estructura és única, però químicament és similar a altres minerals com la fichtelita, la kratochvilita, la ravatita i la simonel·lita.

## Formació i jaciments
Va ser descoberta a Wampen, Baviera (Alemanya), localitat de la qual n'agafa el nom. Es tracta de l'únic indret on ha estat trobada aquesta espècie mineral.